# NGC 9
NGC 9 là một thiên hà xoắn ốc, cách Trái Đất khoảng 140 triệu năm ánh sáng tại chòm sao Phi Mã, được phát hiện vào ngày 27 tháng 9 năm 1865 bởi Otto Struve.